# 6 Comae Berenices
6 Comae Berenices (6 Com) es una estrella en la constelación de Cabellera de Berenice de magnitud aparente +5,09.
Se encuentra a 199 años luz del sistema solar, siendo el error en dicha medida de sólo el 1,2%.

## Características
6 Comae Berenices es una estrella blanca de la secuencia principal de tipo espectral A3V.
De características parecidas a Heze (ζ Virginis), Megrez (δ Ursae Majoris) o π Serpentis, tiene una temperatura efectiva de 8750 K y una luminosidad 32 veces superior a la luminosidad solar.
La medida directa de su diámetro angular, 0,395 milisegundos de arco, permite evaluar su radio, siendo éste 2,6 veces más grande que el radio solar.
Gira sobre sí misma con una velocidad de rotación igual o mayor de 191 km/s.
6 Comae Berenices posee una masa 2,21 veces mayor que la masa solar.
Ha recorrido aproximadamente 2/3 partes de su trayectoria dentro de la secuencia principal, lo que corresponde a una edad actual de 880 millones de años.
Como un buen número de estrellas de tipo A, 6 Comae Berenices es una estrella químicamente peculiar, habiendo sido clasificada como A2Si.